# Lista monumentelor istorice din județul Mureș - H

Simbol pentru monumentele istorice

Lista monumentelor istorice din județul Mureș - H cuprinde monumentele istorice înscrise în Patrimoniul cultural național al României și aflate în localități ce încep cu litera H din județul Mureș.
Lista completă este menținută și actualizată periodic de către Ministerul Culturii, Cultelor și Patrimoniului Național din România, prin intermediul Institutului Național al Patrimoniului, ultima versiune datând din 2015. Această listă cuprinde și actualizările ulterioare, realizate prin ordin al ministrului culturii.
| Cod LMI                          | Denumire                                | Localitate                                    | Localizare                | Datare, Creatori                                                           | Imagine               | Erori             |
| -------------------------------- | --------------------------------------- | --------------------------------------------- | ------------------------- | -------------------------------------------------------------------------- | --------------------- | ----------------- |
| MS-II-m-A-15698                  | Biserica „Buna Vestire”                 | sat aparținător Hetiur; municipiul Sighișoara | f. n.                     | 1808                                                                       | Alte imagini          | Raportează eroare |
| MS-II-m-A-15699 (RAN: 114596.01) | Biserica evanghelică                    | sat aparținător Hetiur; municipiul Sighișoara | 1 46.2667°N 24.7697°E     | biserica sec. XV, transf. sec. XVII, sec. XIX, turn-clopotniță 1774 - 1775 | Alte imagini          | Raportează eroare |
| MS-II-m-A-15694                  | Biserica de lemn „Sf. Arhangheli”       | sat Hărțău; comuna Pănet                      | 102 46.58219°N 24.47768°E | 1775, ref.1824                                                             | Alte imagini          | Raportează eroare |
| MS-II-a-A-15693                  | Ansamblul bisericii reformate           | sat Hărțău; comuna Pănet                      | 119                       | sec. XIII-XIX                                                              | Alte imagini          | Raportează eroare |
| MS-II-m-A-15693.01               | Biserica reformată                      | sat Hărțău; comuna Pănet                      | 119                       | sec. XIII                                                                  | Alte imagini          | Raportează eroare |
| MS-II-m-A-15693.02               | Clopotniță din lemn                     | sat Hărțău; comuna Pănet                      | 119                       | 1818                                                                       |                       | Raportează eroare |
| MS-II-m-B-15696                  | Biserica romano-catolică                | sat Herepea; comuna Adămuș                    |                           | sec. XVI - XIX                                                             | Încarcă foto \| video | Raportează eroare |
| MS-II-m-B-15697                  | Biserica unitariană                     | sat Herepea; comuna Adămuș                    |                           | sec. XIX                                                                   | Încarcă foto \| video | Raportează eroare |
| MS-II-m-A-15695                  | Biserica reformată cu turnul-clopotniță | sat Herepea; comuna Adămuș                    | 19                        | sec. XIII - XIV,1646 (turn)                                                | Încarcă foto \| video | Raportează eroare |
| MS-II-m-A-15700 (RAN: 117514.01) | Biserica romano-catolică                | sat Hodoșa; comuna Hodoșa                     | 126                       | sec. XIV - XVIII, sec. XIX                                                 | Alte imagini          | Raportează eroare |